# La Gonfrière
La Gonfrière (la ɡɔ̃.fʁi.jɛʁⓘ) es una población y comuna francesa, situada en la región de Baja Normandía, departamento de Orne, en el distrito de Argentan y cantón de La Ferté-Frênel.

## Demografía
| 232 | 186 | 168 | 167 | 190 | 236 |
| Para los censos de 1962 a 1999 la población legal corresponde a la población sin duplicidades (Fuente: INSEE [Consultar]) |     |     |     |     |     |